# Dagmar Rom
Dagmar Rom, avstrijska alpska smučarka, * 16. junij 1928, Innsbruck, Avstrija.
Na Olimpijskih igrah 1952 je postala olimpijska podprvakinja v veleslalomu, tekma je štela tudi za svetovno prvenstvo, ob tem je osvojila tudi naslova svetovne prvakinje v slalomu in veleslalomu na Svetovnem prvenstvu 1950. Trikrat je osvojila naslov avstrijske državne prvakinje v alpskem smučanju. Leta 1950 je bila izbrana za avstrijsko športnico leta.